# Mata-pau
O Mata-pau ou figueira-vermelha (Ficus clusiifolia) é uma árvore da família das moráceas, nativa do Brasil, é uma das que se comportam como estranguladoras.
Ocasionalmente germinam sobre outras árvores, e crescem como epífitas até que suas raízes alcancem o solo. Então as raízes engrossam, crescem em volta da árvore hospedeira, até que a figueira a sufoca por cintamento ou compete com a planta hospedeira na absorção de água do solo, e a segunda acaba morrendo. Seus frutos são vermelhos, pequenos, mas saborosos.